# Filmová kamera Akeley
Filmová kamera Akeley (anglicky: Akeley Motion Picture Camera) je černobílá fotografie pořízená Paulem Strandem v roce 1922. Zobrazuje inovativní filmovou kameru, kterou americký fotograf koupil za 2500 dolarů a která mu umožnila pracovat ve filmovém průmyslu jako kameraman až do roku 1931, kdy se stala zastaralou. Strand pořídil několik snímků kamery a tento se stal jedním z nejznámějších.

## Historie a popis
Strand v roce 1920 pracoval s Charlesem Sheelerem na avantgardním filmu Manhatta. To ho inspirovalo ke koupi vlastní kinofilmové kamery, se kterou by si mohl ve dvaceti  letech vydělávat na velkou část svého živobytí. Krátce po koupi kamery pořídil několik fotografií. Tento obraz zachycuje vnitřní filmovou komoru, bez filmu, natočenou hlavou dolů, pod úhlem 45 stupňů, a vyjadřuje umělcův zájem o funkční a rigorózní tvary a lesk vysoce leštěného kovového povrchu.

## Trh s uměním
Tisk tohoto obrázku dosáhl nejvyšší ceny za fotografii Paula Stranda, když byl dne 4. dubna 2013 prodán za 783 750 amerických dolarů v Christie's New York.

## Veřejné sbírky
Tisky jsou v několika veřejných sbírkách, včetně Metropolitan Museum of Art v New Yorku a The Art Institute of Chicago.